# Lionel Chalmers
Lionel Devanna Chalmers jr. (Albany, 10 novembre 1980) è un ex cestista e allenatore di pallacanestro statunitense, professionista nella NBA e in Europa.
Cugino del più noto Mario Chalmers, era un playmaker con doti da tiratore.

## Carriera
183 cm, con l'Università di Xavier dove è cresciuto cestisticamente ha messo insieme nei 4 anni da playmaker 12,7 punti a gara con il record di college di 236 tiri da tre messi a segno (Romain Sato, guardia di Siena, era con lui nello starting five). 16,6 punti e 3,2 assist nel suo anno da senior con i "Moschettieri" di Xavier. Scelto con il n° 33 nel Draft 2004 dai Los Angeles Clippers al secondo giro, ha giocato una stagione in California con 3,1 punti a gara.
Poi inizia la sua carriera europea, nel 2005-06 gioca in Grecia, nell'AEK Atene BC dove realizza in Eurolega 13,1 punti a gara con 2,4 assist (gioca anche contro la Benetton e segna 21 punti ad Atene e 20 al Palaverde). In seguito da febbraio la stagione al Tau Vitoria, per poi ritentare la carta-NBA con Phoenix nella Summer League 2006 e poi con Atlanta, prima di passare a Sassari. La chiusura della stagione in LEB spagnola a Saragozza.
Durante la stagione 2006-07 in Legadue con la Dinamo Sassari non è mai sceso sotto i 18 punti di media dell'esordio con Soresina, per poi salire costantemente (33 e 32 i suoi high stagionali). È stato considerato dalla rivista Superbasket il MVP 2006-07 della Legadue.
Ha fatto parte del roster 2007-08 della Benetton Treviso, società di Lega A con la quale ha firmato un contratto della durata di due anni.

## Carriera estesa
- Albany High School 22,4 ppg., 5,8 apg
- 2000-2001 Xavier (NCAA)
- 2001-2002 Xavier (NCAA) 30 partite 12,1 ppg, 3,3 rpg, 4.2 apg Atlantic 10 Tournament Champion
- 2002-2003 Xavier (NCAA) 25 partite 12,0 ppg, 2,7 rpg, 4.0 apg
- 2003-2004 Xavier (NCAA) 37 partite 16,6 ppg, 3,3 rpg, 3,2 apg Atlantic 10 Tournament Champion *2004 scelto dai Los Angeles Clippers (NBA) al 2º giro con il n. 33
- 2004 luglio Southern California Summer Pro League Long Beach, Ca (Los Angeles Clippers)
- 2004-2005 Los Angeles Clippers (NBA)
- 2005 luglio Reebok Vegas Summer League (Los Angeles Clippers)
- 2005-2006 Los Angeles Clippers (NBA)
- 2005-2006 AEK Atene, Eurolega
- 2005-2006 Tau Ceramica Vitoria (LEB - SPA)
- 2006 luglio Toshiba Vegas Summer League (Phoenix Suns)
- 2006 Milwaukee Bucks (preseason camp)
- 2006-2007 Atlanta Hawks (NBA)
- 2006-2007 Dinamo Sassari (Legadue - ITA)
- 2006-2007 Saragozza (LEB - SPA)
- 2007-2008 Benetton Treviso (Serie A - ITA)

## Palmarès
- Lega Balcanica: 1

Levski Sofia: 2013-14